# Battaglia di Punta Stilo
La battaglia di punta Stilo del 9 luglio 1940 tra le navi della Royal Navy britannica e della Royal Australian Navy contro la Regia Marina italiana, svoltasi nelle acque del Mar Ionio a sud-est di Punta Stilo, fu il primo vero scontro in mare tra Italia e Inghilterra del secondo conflitto mondiale e vide la più alta concentrazione d'armamenti navali durante tutto il conflitto nel Mediterraneo prima degli sbarchi alleati del 1943.

## Premessa
Si trattò uno scontro consensuale ma accidentale, perché entrambi i comandanti superiori decisero di darsi battaglia dopo che la loro missione principale si era conclusa o, nel caso degli inglesi, era stata posposta. La battaglia fu infatti il risultato di due operazioni di scorta a convogli.
Il convoglio italiano era composto da 5 navi da trasporto che, il 6 luglio, da Napoli si sarebbero dirette a Bengasi; il carico principale erano 70 carri armati, richiesti dal maresciallo Rodolfo Graziani per iniziare l'offensiva contro le truppe britanniche..
Per dare la scorta a tale convoglio diretto in Libia, la Regia Marina era in mare con le seguenti forze (non tutti i cacciatorpediniere elencati presero parte alla battaglia, ma tutti viaggiarono con la flotta).

## Schieramenti

### Ordine di battaglia della Regia Marina
Comandante superiore in mare: ammiraglio di squadra Inigo Campioni
1ª Squadra (squadra da battaglia)
V Divisione corazzate
ammiraglio di squadra Bruto Brivonesi
- Giulio Cesare
- Conte di Cavour

IV Divisione incrociatori
ammiraglio di divisione Alberto Marenco di Moriondo
Incrociatori leggeri:
- Alberico da Barbiano
- Alberto di Giussano

VII Divisione incrociatori
ammiraglio di divisione Luigi Sansonetti
- Eugenio di Savoia
- Emanuele Filiberto Duca d'Aosta
- Muzio Attendolo
- Raimondo Montecuccoli

VIII Divisione incrociatori
ammiraglio di divisione Antonio Legnani
Incrociatori leggeri:
- Duca degli Abruzzi
- Giuseppe Garibaldi

VII Squadriglia cacciatorpediniere
- Freccia
- Saetta
- Dardo
- Strale

XIII Squadriglia cacciatorpediniere
- Granatiere
- Fuciliere
- Bersagliere
- Alpino

XV Squadriglia cacciatorpediniere
- Antonio Pigafetta
- Nicolò Zeno

XVI Squadriglia cacciatorpediniere
- Nicoloso da Recco
- Emanuele Pessagno
- Antoniotto Usodimare
- Leone Pancaldo

2ª Squadra (scorta remota)

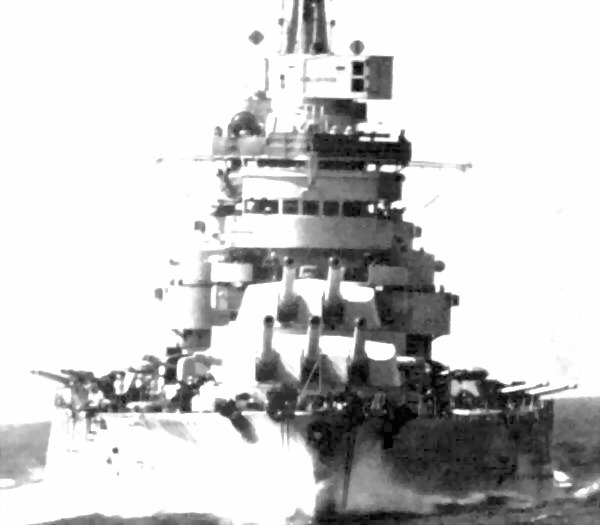
Il Conte di Cavour in navigazione durante la battaglia di Punta Stilo

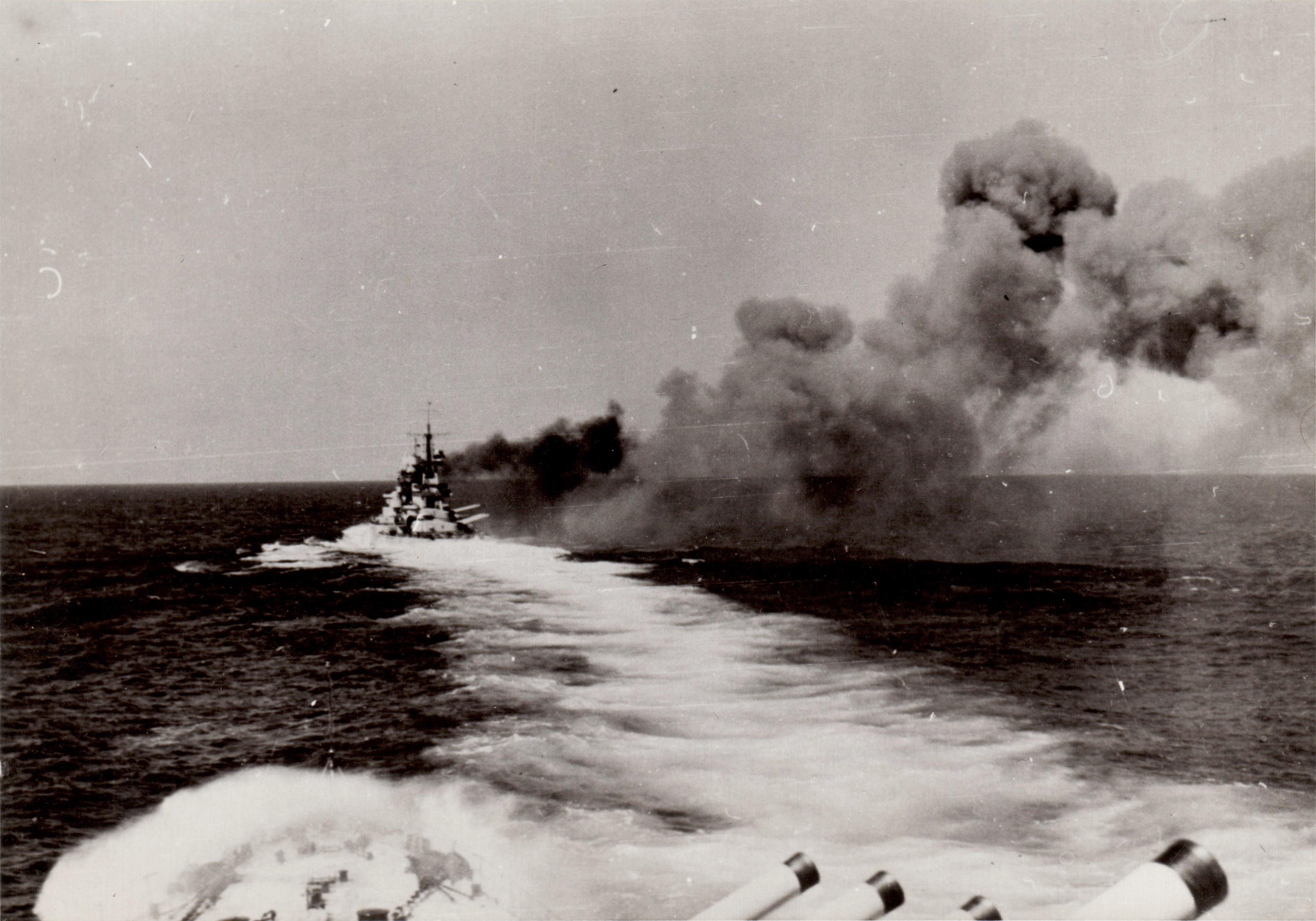
La corazzata Giulio Cesare apre il fuoco nei pressi di Punta Stilo

ammiraglio di squadra Riccardo Paladini
Gruppo Pola
Incrociatore pesante:
- Pola[5]

I Divisione incrociatori
ammiraglio di divisione Pellegrino Matteucci
Incrociatori pesanti:
- Zara
- Fiume
- Gorizia

III Divisione incrociatori
ammiraglio di divisione Carlo Cattaneo
Incrociatori pesanti:
- Trento
- Bolzano

XI Squadriglia cacciatorpediniere
- Artigliere
- Camicia Nera
- Aviere
- Geniere

XII Squadriglia cacciatorpediniere
- Lanciere
- Carabiniere
- Corazziere
- Ascari

IX Squadriglia cacciatorpediniere
- Vittorio Alfieri
- Giosuè Carducci
- Vincenzo Gioberti
- Alfredo Oriani

### Ordine di battaglia della Royal Navy
La flotta britannica era invece uscita, con lo scopo di proteggere il passaggio di due convogli da e per Malta, con le seguenti forze:
Forza A
7th Cruiser Division
viceammiraglio sir John Tovey
Incrociatori:
- Gloucester
- Liverpool
- Neptune
- Orion (ammiraglia di divisione )
- HMAS Sydney.

Forza B
viceammiraglio sir Andrew Cunningham

Corazzata: 
- Warspite (ammiraglia di flotta )

Cacciatorpediniere:
- Nubian
- Mohawk
- Hero
- Hereward
- Decoy
- HMAS Stuart

Forza C
1st Battle Division
viceammiraglio Henry Pridham-Wippel

Corazzate:
- Malaya
- Royal Sovereign (ammiraglia di divisione )

Portaerei
- Eagle

Cacciatorpediniere:
- Dainty
- Defender
- Hasty
- Hyperion
- Hostile
- Ilex
- Janus
- Juno
- HMAS Vampire
- HMAS Voyager

## Preludio
Alle 0:40 dell'8 luglio, Supermarina informò la flotta italiana che, secondo le intercettazioni radio delle 20:00 del giorno precedente, una flotta britannica era stata localizzata circa 60 miglia a nord di Res el Tin ed un secondo gruppo a circa 45 miglia ad occidente del primo, entrambi diretti a Malta. Il primo avvistamento della flotta britannica avvenne alle prime luci dell'8 luglio ad opera di una formazione di bombardieri S.M.81 del 39º Stormo dell'Aeronautica dell'Egeo - AEGE di ritorno da una missione di bombardamento su Alessandria d'Egitto.
Intanto da Gibilterra partì una manovra diversiva della flotta inglese, al comando dell'ammiraglio James Somerville.
Partirono le corazzate HMS Hood (51), HMS Revenge (06) e HMS Valiant (02), la portaerei HMS Ark Royal (91), gli incrociatori leggeri HMS Enterprise (D52), HMS Emerald (D66), HMS Arethusa (26) e tredici cacciatorpediniere. Supermarina, venuta a conoscenza dei movimenti, li valutò come un'azione diversiva. Fu ordinato quindi di attaccare questa formazione solo con la Regia Aeronautica (28 S.M.79 dell'8º Stormo da Villacidro e dall'aeroporto di Alghero-Fertilia e 20 SM 79 del 32º Stormo dall'aeroporto di Decimomannu); durante uno di questi attacchi il caccia HMS Escort (H66), colpito dai bombardieri, fu poi affondato dal Guglielmo Marconi (sommergibile) l'11 luglio, quando era vicino a Gibilterra.
Nel frattempo l'Aeronautica dell'Egeo, dopo aver localizzato la formazione inglese, attaccò con bombardieri S.M.79 e S.M. 81 tra le 10.00 e le 18.40, quasi sempre da una altezza di circa 3000 metri, con bombe da 100 e da 250 kg. Alle 18.30 due S. 79 del 10º Stormo del colonnello Giovanni Benedetti colpiscono l'incrociatore Gloucester (34 S.M.81 e S.M.79 del 39º Stormo, 34º Gruppo, 31º Gruppo di Rodi e molti altri bombardieri della 5ª Squadra aerea della Libia), al quale fu distrutta la direzione di tiro principale e danneggiato il timone. A causa di questi problemi non parteciperà alla battaglia con le navi italiane.
Inoltre alle 14.40 due idrovolanti CANT Z.506, partiti dall'aeroporto di Tobruch, avvistarono la flotta inglese ed iniziarono a seguirla.
Da parte britannica si era a conoscenza dei movimenti italiani dalle 15.10, quando la formazione era stata scoperta da un idrovolante Short S.25 Sunderland inglese.

## L'avvicinamento
Il messaggio delle 00:40 fu letto dall'ammiraglio Inigo Campioni, comandante la squadra, alle 01.50. Campioni decise allora di cambiare gli ordini alle sue navi, dirottando il convoglio diretto a Bengasi da una rotta di 147° su rotta 180°, con un possibile cambio di destinazione per Tripoli, mentre il gruppo Pola avrebbe dovuto predisporsi per un ricongiungimento con il gruppo Cesare alle 05.30. All'alba, due ricognitori IMAM Ro.43 lanciati dalla IV Divisione Incrociatori avrebbero dovuto esplorare una zona tra le 90 e le 140 miglia dall'ammiraglia, con un raggio di 100 miglia da questa.
La squadra italiana si dovette privare di un buon numero di cacciatorpediniere che, ai limiti dell'autonomia, dovettero far rotta per i porti siciliani per fare rifornimento di carburante.
Le due flotte incrociarono in direzione nord-nord-ovest per tutta la mattinata convergendo gradualmente.
Alle 12:00, quando le due flotte si trovavano a circa 90 miglia di distanza, l'ammiraglio Andrew Cunningham decise di lasciare la Royal Sovereign, più lenta con i suoi 23 nodi di velocità massima, e la portaerei Eagle in posizione arretrata.
Nel frattempo, alle 11:45 per poi ripetersi alle 15:45, 15 biplani Fairey Swordfish furono lanciati dalla Eagle contro la squadra da battaglia italiana, senza successo.
Il primo avvistamento da parte italiana si ebbe alle 13:30 ad opera di un CANT Z.501 della ricognizione marittima partito da terra, in seguito al quale Campioni ordinò il decollo di 3 idrovolanti da 3 incrociatori leggeri che, individuata a loro volta la flotta nemica, informarono con estrema precisione circa la composizione, posizione e velocità.
Gli incrociatori dell'ammiraglio John Tovey si schierarono a ventaglio circa 10 miglia a prua della Warspite ed alle 15:10 uno di questi, il Neptune, rilevò le unità italiane.
Alle 15:05 la VII Divisione Incrociatori italiana accostò per circa 70°, puntando decisamente verso la squadra britannica, portandosi a poco più di 20000 metri dal nemico.

## Lo scontro

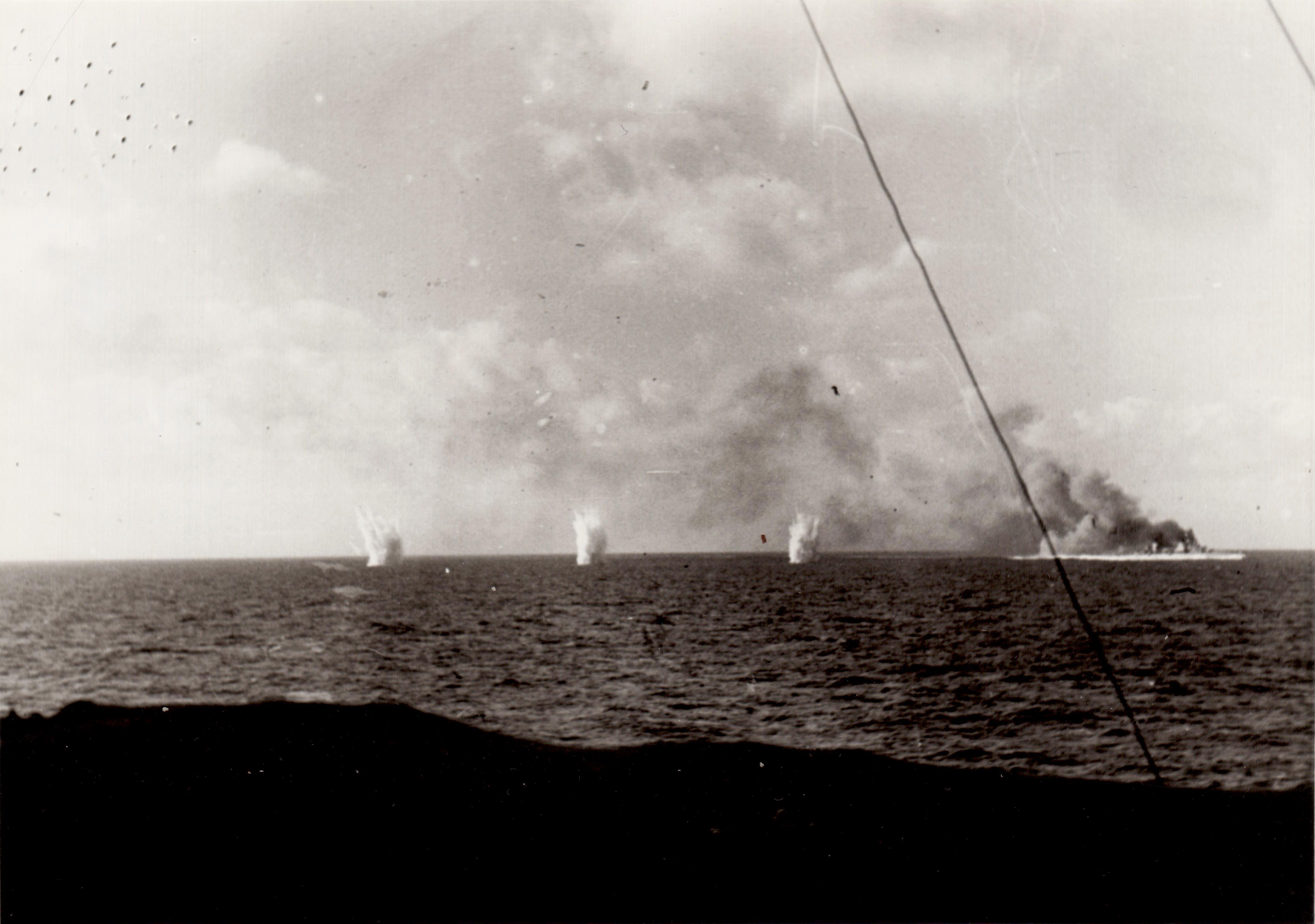
Un incrociatore leggero tipo Condottieri della Regia Marina sotto il tiro avversario durante la battaglia

Alle 15:15 i quattro incrociatori italiani aprirono il fuoco contro gli incrociatori della Forza A dell'ammiraglio John Tovey, che poco dopo risposero al fuoco.
Alle 15:20 lo scambio balistico terminò ed i caccia cambiarono rotta per portarsi nella loro posizione tattica in squadra. Alle 15:30 anche gli incrociatori cominciarono ad assumere rotte divergenti, allontanandosi verso le rispettive navi ammiraglie. Intorno alle 15:23 le due corazzate italiane e gli incrociatori pesanti cambiarono nuovamente rotta, puntando decisamente contro i britannici.
Alle 15:52 il Giulio Cesare aprì il fuoco contro la Warspite ad una distanza di circa 26000 metri, mentre il Conte di Cavour avrebbe aspettato la Malaya, ed eventualmente la Royal Sovereign, nel frattempo rimasta indietro a causa della sua lentezza. Alle 15:53 anche la Warspite aprì il fuoco. Durante questo scambio, una salva lunga del Giulio Cesare danneggiò lievemente i caccia Hereward e Decoy.
Alle 15:45 la Malaya si unì al fuoco, ma la distanza era troppo elevata.
Alle 15:55 il Trento aprì il fuoco contro la Warspite, mentre il Bolzano era ingaggiato in uno scontro con gli incrociatori dell'ammiraglio John Tovey, che rapidamente stavano convergendo in copertura delle corazzate. Nello scambio, un proiettile da 381 mm della Warspite colpì il Giulio Cesare nel fumaiolo poppiero, attraversandolo ed andando ad esplodere sul ponte. Il proiettile, innescato dall'impatto con il fumaiolo, esplose senza penetrare il ponte, limitando i danni; le schegge causarono l'incendio di una riservetta per un cannone antiaereo da 37 mm, causandone l'esplosione. I locali macchine vennero invasi dal fumo, costringendo allo spegnimento di quattro delle otto caldaie. La velocità scese gradatamente a 18 nodi e la nave perse l'energia elettrica per circa 30 secondi, venendo raggiunta dal Conte di Cavour. In breve il fumo venne evacuato e le caldaie riattivate, riportando la nave in condizioni idonee al combattimento. Nel frattempo, però, alle 16:04 i due gruppi avevano rotto il contatto, portandosi quasi nello stesso momento su rotte divergenti. La Malaya continuò il fuoco per qualche minuto, per poi convergere anch'essa sulla sua ammiraglia.
Le due squadre rientrarono alle proprie basi senza danni significativi. Nelle ore successive, ripetuti attacchi dell'aviazione italiana vennero portati sia verso le navi inglesi che verso quelle italiane, a causa di una non corretta identificazione dei bersagli da parte dei piloti, ma nessuna bomba andò a segno La battaglia di Punta Stilo fu l'unico caso nella seconda guerra mondiale in cui corazzate italiane si trovarono in diretto contatto balistico con similari unità britanniche. Già in questo scontro si palesarono gravi carenze tattiche della Regia Marina: eccessiva dispersione delle salve ed inadeguata cooperazione tattica con la Regia Aeronautica.
Nel complesso lo scontro può essere giudicato come un pareggio tattico, senza né vincitori né vinti, ma fu una sconfitta operativa per la Regia Marina, che negli ultimi anni aveva pianificato la difesa del Mediterraneo centrale come una trappola, basata su aerei e sommergibili, da tendere alle eventuali forze nemiche che si fossero avventurate nell'area allo scopo di menomarne la superiorità. A Punta Stilo la Regia Marina mancò di conseguire risultati decisivi, pur essendo in condizioni estremamente favorevoli, tanto che l'ammiraglio Eberhard Weichold, capo del collegamento militare tedesco a Roma, sostenne che la marina italiana aveva "mancato la sua ora decisiva"
Alla battaglia dedicò un grande e dettagliato trittico il pittore Gino Albieri, che era imbarcato su alcune unità della marina militare, per disegnare dal vero navi ed equipaggi impegnati nel conflitto.